# Hemijana disticta
Hemijana disticta är en fjärilsart som beskrevs av Emilio Berio 1937. Hemijana disticta ingår i släktet Hemijana och familjen Eupterotidae. Inga underarter finns listade i Catalogue of Life.